# Чердатское сельское поселение
Черда́тское се́льское поселе́ние — муниципальное образование (сельское поселение) в Зырянском районе Томской области, Россия. В состав поселения входят 4 населённых пункта. Центр сельского поселения — село Чердаты. Население — 1002 чел. (2021).
Первый населённый пункт — село Чердаты — был основан в XVIII веке.

## География
Поселение располагается на севере Зырянского района; на северо-западе и северо-востоке граничит с Первомайским и Тегульдетским районами соответственно. Площадь — 388,87 км².

## Население
| 2010  | 2012  | 2013  | 2014  | 2015  | 2016  | 2017  |
| ----- | ----- | ----- | ----- | ----- | ----- | ----- |
| 1270  | ↗1280 | ↗1288 | ↘1248 | ↘1214 | ↘1193 | ↘1160 |
| 2018  | 2019  | 2020  | 2021  |       |       |       |
| ↘1134 | ↘1116 | ↘1097 | ↘1002 |       |       |       |

## Населённые пункты и власть
| Населённый пункт | Население (01.08.2012) | Население (01.01.2013) |
| ---------------- | ---------------------- | ---------------------- |
| с. Чердаты       | 802                    | 816                    |
| пос. Кучуково    | 64                     | 67                     |
| с. Иловка        | 355                    | 346                    |
| пос. Прушинский  | 59                     | 59                     |

Сельским поселением управляют глава поселения и Совет. Глава сельского поселения — Марина Владимировна Яткина (врио).

## Экономика
Наибольшее число занятых работают в сфере сельского хозяйства, розничной торговли и на личных подсобных хозяйствах.
Разводят крупный рогатый скот, овец, лошадей, пчёл, свиней. Производится заготовление лесных орехов, сбор брусники, черники, грибов. Ведётся рыбная ловля.
Работают 14 магазинов и пекарня. Наиболее крупные предприятия — ЗАО «Заречное» и ЗАО «Зырянский маслозовод».

## Образование и культура
На территории поселения работают две школы — в Иловке и Чердатах. В Чердатах действует дом культуры. Работают 1 фельдшерско-акушерский пункт и один центр общей врачебной практики.